# Marek Leśniak
Marek Sebastian Leśniak (Goleniów, 29 februari 1964) is een voormalig Pools profvoetballer, die zijn loopbaan beëindigde in 2005 bij de Duitse club SSVg Velbert. Daarna stapte hij het trainersvak in. Hij werd in 1993 verkozen tot Pools voetballer van het jaar.

## Clubcarrière
Leśniak speelde als aanvaller, en vertrok na zes seizoenen in eigen land bij Pogoń Szczecin naar Duitsland. Daar speelde hij voor achtereenvolgens Bayer 04 Leverkusen, SG Wattenscheid 09, TSV 1860 München en KFC Uerdingen 05. Na twee seizoen in Zwitserland (Neuchâtel Xamax) te hebben gevoetbald, keerde hij terug naar Duitsland, waar hij zijn profcarrière in 2005 afsloot.

## Interlandcarrière
Leśniak speelde twintig interlands (tien doelpunten) voor Polen in de periode 1986-1994. Hij maakte zijn debuut voor de nationale ploeg op 7 oktober 1986 in een vriendschappelijke thuiswedstrijd tegen Noord-Korea (2-2). Zijn twintigste en laatste interland speelde hij op 17 mei 1994 in Katowice tegen Oostenrijk (4-3 nederlaag).
| Interlanddoelpunten | Interlanddoelpunten | Interlanddoelpunten | Interlanddoelpunten | Interlanddoelpunten | Interlanddoelpunten | Interlanddoelpunten | Interlanddoelpunten |
| #                   | Datum               | Locatie             | Wedstrijd           | Goal(s)             | Score               | Uitslag             | Wedstrijd           |
| ------------------- | ------------------- | ------------------- | ------------------- | ------------------- | ------------------- | ------------------- | ------------------- |
| 1                   | 18/03/1987          | Rybnik              | Polen – Finland     | 26'                 | 2 – 0               | 3 – 1               | Oefeninterland      |
| 2                   | 02/09/1987          | Bydgoszcz           | Polen – Roemenië    | 20'                 | 1 – 0               | 3 – 1               | Oefeninterland      |
| 3                   | 02/09/1987          | Bydgoszcz           | Polen – Roemenië    | 37'                 | 3 – 0               | 3 – 1               | Oefeninterland      |
| 4                   | 23/09/1987          | Warschau            | Polen – Hongarije   | 62'                 | 3 – 1               | 3 – 2               | EK-kwalificatie     |
| 5                   | 11/11/1987          | Limassol            | Cyprus – Polen      | 74'                 | 0 – 1               | 0 – 1               | EK-kwalificatie     |
| 6                   | 13/04/1993          | Radom               | Polen – Finland     | 30'                 | 1 – 0               | 2 – 1               | Oefeninterland      |
| 7                   | 13/04/1993          | Radom               | Polen – Finland     | 57'                 | 2 – 0               | 2 – 1               | Oefeninterland      |
| 8                   | 13/04/1993          | Serravalle          | San Marino – Polen  | 52'                 | 0 – 1               | 0 – 3               | WK-kwalificatie     |
| 9                   | 13/04/1993          | Serravalle          | San Marino – Polen  | 80'                 | 0 – 3               | 0 – 3               | WK-kwalificatie     |
| 10                  | 17/11/1993          | Poznań              | Polen – Nederland   | 80'                 | 1 – 1               | 1 – 3               | WK-kwalificatie     |

## Erelijst
Pogoń Szczecin
- Pools topscorer

1987 (24 doelpunten)
 SG Wattenscheid 09
- Pools voetballer van het jaar

1993